# جاك نانس
جاك نانس (بالإنجليزية: Jack Nance) (و. 1943 – 1996 م) هو ممثل، وممثل مسرحي، وممثل تلفزيوني من الولايات المتحدة الأمريكية . ولد في بوسطن .
توفي في سووث باسادينا، لوس أنجليس، كاليفورنيا .

## روابط خارجية
- جاك نانس على موقع IMDb (الإنجليزية)
- جاك نانس على موقع روتن توميتوز (الإنجليزية)
- جاك نانس على موقع ألو سيني (الفرنسية)
- جاك نانس على موقع أول موفي (الإنجليزية)
- جاك نانس على موقع قاعدة بيانات الأفلام السويدية (السويدية)
- جاك نانس على موقع إن إن دي بي (الإنجليزية)
- جاك نانس على موقع قاعدة بيانات الفيلم (الإنجليزية)
- جاك نانس على موقع كينوبويسك (الروسية)